# Leioproctus keehua
Leioproctus keehua är en biart som beskrevs av Donovan 2007. Leioproctus keehua ingår i släktet Leioproctus och familjen korttungebin. Inga underarter finns listade i Catalogue of Life.